# Kleiner Pferdespringer
Der Kleine Pferdespringer (Allactaga elater) ist eine Nagetierart aus der Gattung der Pferdespringer (Allactaga). Er kommt in Trockengebieten über weite Teile Asiens von der Türkei und dem Iran bis nach Russland und in den Norden der Volksrepublik China und der Mongolei vor.

## Merkmale
Der Kleine Pferdespringer ist die kleinste Art der Gattung. Er erreicht eine Kopf-Rumpf-Länge von 9,0 bis 11,5 Zentimetern mit einem Schwanz von 14,4 bis 18,5 Zentimetern Länge. Die Männchen erreichen ein Gewicht von 54 bis 73 Gramm, die Weibchen wiegen mit 44 bis 59 Gramm etwas weniger. Die Hinterfußlänge beträgt 46 bis 55 Millimeter, die Ohrlänge 29 bis 39 Millimeter. Die Tiere sind entsprechend vergleichsweise klein, besitzen jedoch einen sehr langen Schwanz, lange Ohren und lange Hinterfüße. Das Rückenfell ist dunkel- bis rauchgrau, die Körperseiten sind gelblich und der Nacken, die Kehle und die Bauchseite sind schneeweiß. Der Schwanz besitzt eine schwarze Schwanzfahne, die Spitze selbst ist jedoch weiß und bei den meisten Individuen wird die Schwanzfahne rückenseitig durch eine weiße Linie geteilt. Die Hinterfüße haben fünf gut entwickelte Zehen, die voneinander getrennt sind und kammartige Strukturen besitzen. Die Vorderfüße sind deutlich kleiner und die Krallen deutlich kürzer als beim Mongolischen Pferdespringer (Allactaga sibirica). Die langen Ohren bilden beinahe einen zylindrischen Tubus.
| 1 | · | 0 | · | 1 | · | 3 | = 18 |
| 1 | · | 0 | · | 0 | · | 3 | = 18 |

Der Schädel hat eine Gesamtlänge von 25 bis 29 Millimetern.  Die Nasenbeine sind etwa halb so lang wie die Knochennaht zwischen dem Stirn- und dem Scheitelbein. Wie alle Arten der Gattung besitzen die Tiere im Oberkiefer pro Hälfte einen zu einem Nagezahn ausgebildeten Schneidezahn (Incisivus), dem eine Zahnlücke (Diastema) folgt. Hierauf folgen ein Prämolar und drei Molare. Im Unterkiefer besitzen die Tiere dagegen keinen Prämolar. Insgesamt verfügen die Tiere damit über ein Gebiss aus 18 Zähnen. Die oberen Schneidezähne sind nicht deutlich vorstehend und der Durchmesser der oberen Prämolaren ist deutlich kleiner als der des letzten Molaren.

## Verbreitung

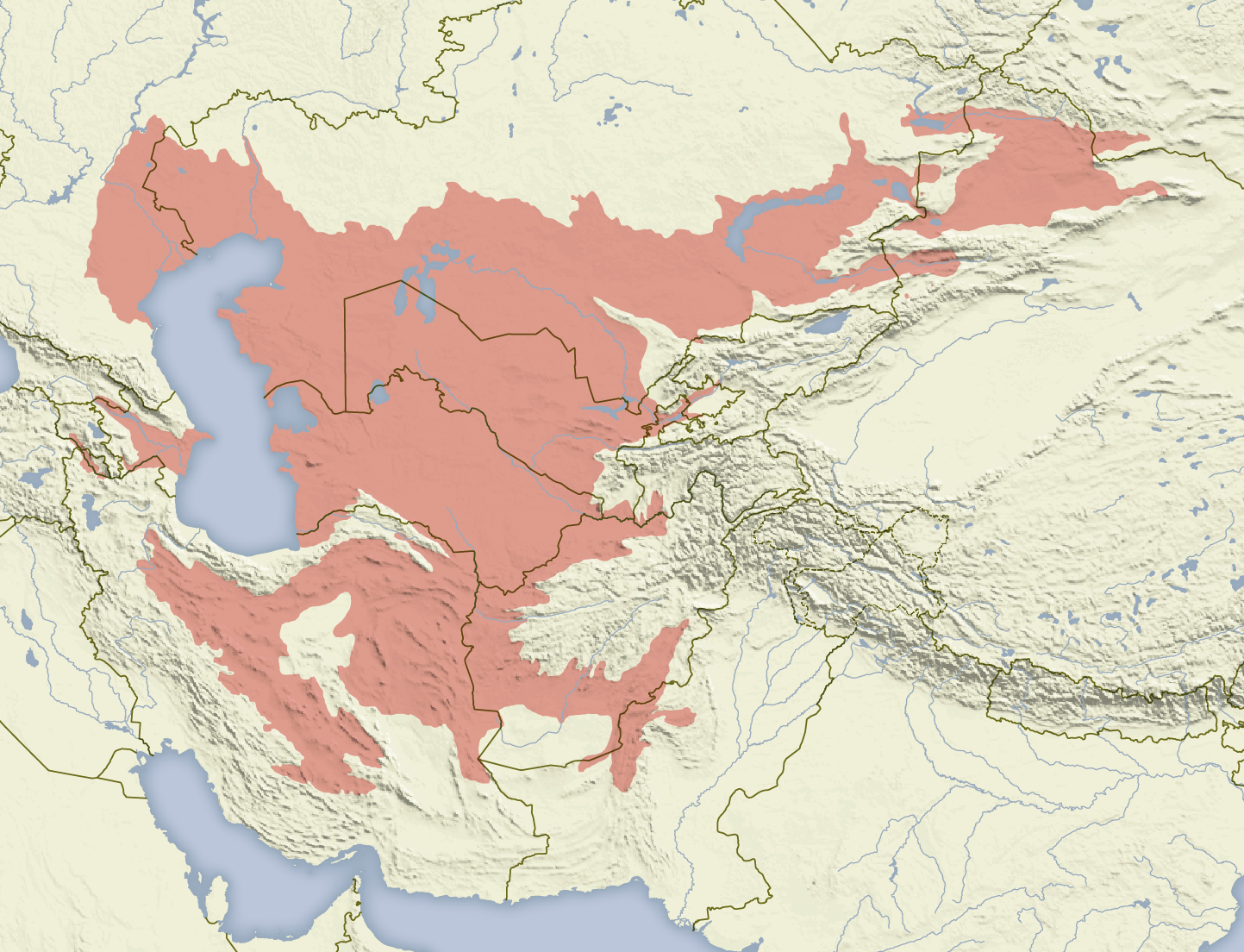
Verbreitungsgebiet des Kleinen Pferdespringers in Asien nach IUCN

Der Kleine Pferdespringer kommt in Trockengebieten über weite Teile Asiens vom Kaukasus, dem äußersten Osten der Türkei und dem Iran bis in den Süden von Sibirien in den Norden der Volksrepublik China und der Mongolei vor. Er lebt zudem in Afghanistan, Armenien, Aserbaidschan, Georgien, Kasachstan, Kirgisistan, Pakistan, Tadschikistan, Turkmenistan und Usbekistan. In der Volksrepublik China ist er nur im Norden des Autonomen Gebiets Xinjiang im dsungarischen Becken nachgewiesen.

## Lebensweise
Der Kleine Pferdespringer ist weitgehend nachtaktiv, kann jedoch auch nach Sonnenaufgang und vor Sonnenuntergang angetroffen werden. Er lebt in verschiedenen Lebensräumen in trockenen und sandigen sowie felsigen und lehmigen Halbwüstenbereichen sowie in Steppenregionen, meidet aber die vegetationsfreie Wüste und die vegetationsreichen Gebiete. Allgemein bevorzugt die Art Landschaften mit Gebüschvegetation, zusätzlich kommt sie in dünnen Beständen des salzliebenden Strand-Beifuß (Artemisia maritima) vor. Außerdem tritt sie in anthropogen veränderten Regionen und am Rande landwirtschaftlich genutzter Flächen auf.
Der Kleine Pferdespringer ist wie alle Arten der Gattung an eine schnelle Fortbewegung durch weite Sprünge angepasst und kann Geschwindigkeiten bis 48 km/h erreichen. Die Art ernährt sich vor allem von unterirdischen und grünen Pflanzenteilen wie Knollen, Stängeln, Blättern und Samen, hinzu kommen Insekten. Sie lebt als Einzelgänger und gräbt einfache Baue, die flach unter dem Boden oder bis in 60 Zentimeter Tiefe bei einer maximalen Länge von etwa 1,40 Metern reichen können. Die Baue sind verschlossen, im Eingangsbereich befindet sich nur wenig Auswurf, sodass sie schwer zu finden sind. Im Zentrum des Baus befindet sich eine Nestkammer. Insgesamt sind vier Bautypen bekannt, die sich in ihrem Aufbau unterscheiden und die parallel genutzt werden können. So gibt es einen Sommer- und einen Winterbau sowie einen Bau mit Nestkammer für die Jungenaufzucht und temporäre Baue. Zum Graben in hartem Boden nutzen die Tiere neben den Beinen und Armen auch die Schneidezähne. Im größten Teil seines Verbreitungsgebietes überwintert der Kleine Pferdespringer im Winterschlaf für vier Monate von Mitte November bis Mitte März.
Die Reproduktionszeit reicht vom April bis Juli, wobei die Weibchen pro Jahr einen bis drei Würfe mit je zwei bis acht Jungtieren bekommen können. Die ersten Würfe haben im Schnitt 4,5 Jungtiere, die zweiten 3,7. Die Männchen und einige Weibchen erreichen ihre Geschlechtsreife nach 3 bis 3,5 Monaten.

## Systematik
Der Kleine Pferdespringer wird als eigenständige Art innerhalb der Gattung der Pferdespringer (Allactaga) eingeordnet, die aus elf Arten besteht. Die wissenschaftliche Erstbeschreibung stammt von Martin Hinrich Lichtenstein aus dem Jahr 1828, der die Art anhand von Individuen aus dem Westen von Kasachstan beschrieb.

## Status, Bedrohung und Schutz

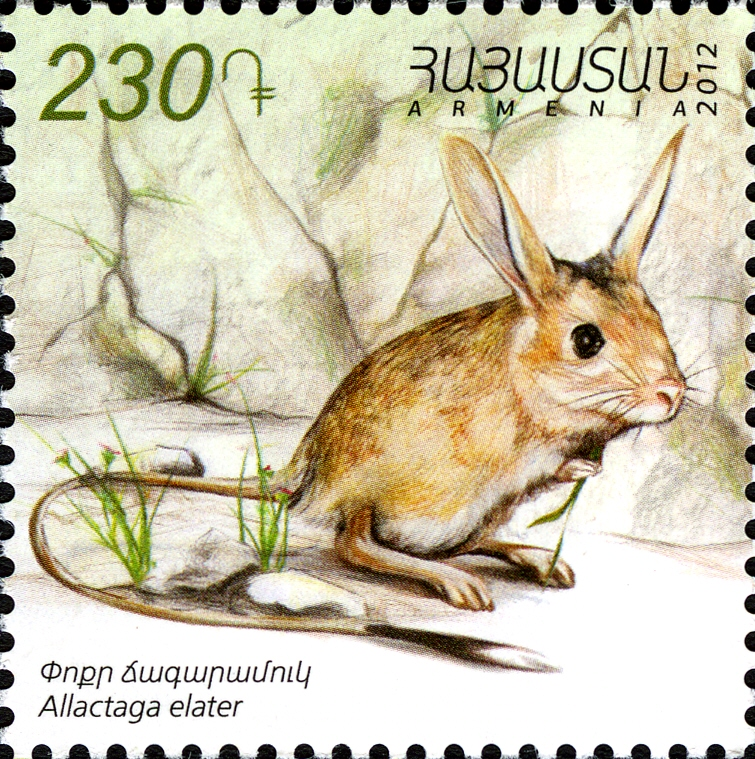
Kleiner Pferdespringer auf einer armenischen Briefmarke

Der Kleine Pferdespringer wird von der International Union for Conservation of Nature and Natural Resources (IUCN) als nicht gefährdet (Least concern) eingeordnet. Begründet wird dies mit dem großen Verbreitungsgebiet und den angenommenen großen globalen Beständen der Art. Die Bestände sind generell stabil und die Art ist in ihrem Verbreitungsgebiet vergleichsweise häufig. Allerdings sind die Bestandszahlen in einigen Regionen, vor allem nördlich des Kaspischen Meeres, rückläufig. Hier gehen die Rückgänge auf die Umwandlung von Lebensräumen in Steppengebieten in landwirtschaftliche Flächen oder auf die Ausbreitung von Wüstengebieten (Desertifikation) zurück. In der Mongolei nehmen die Bestände aufgrund der Austrocknung von Wasserquellen und Dürren ab. In der Türkei kommt die Art in einer kleinen Population im Halbwüstengebiet vor, der Lebensraum ist jedoch aufgrund von Bewässerungen gefährdet.
Bestandsschwankungen sind typisch für die Art, sodass die Individuenanzahl der Tiere in einzelnen Jahren steigend sein kann, obwohl die Bestände generell rückläufig sind.

## Belege
1. 1 2 3 4 5 6 7 8 9 10  Andrew T. Smith: Small Five-Toed Jerboa. In: Andrew T. Smith, Yan Xie: A Guide to the Mammals of China. Princeton University Press, Princeton NJ 2008, ISBN 978-0-691-09984-2, S. 200–201.
2. ↑  Andrew T. Smith: Family Dipodidae / Subfamily Allactaginae. In: Andrew T. Smith, Yan Xie: A Guide to the Mammals of China. Princeton University Press, Princeton NJ 2008, ISBN 978-0-691-09984-2, S. 198–199.
3. 1 2 3 4 5 6 7 8  Allactaga elater in der Roten Liste gefährdeter Arten der IUCN 2014.3. Eingestellt von: G. Shenbrot, K. Tsytsulina, N. Batsaikhan, D. Avirmed, D. Tinnin, G. Sukhchuluun, D. Lkhagvasuren, 2008. Abgerufen am 9. August 2015.
4. ↑  Allactaga elater (Seite nicht mehr abrufbar, festgestellt im April 2019. Suche in Webarchiven)  Info: Der Link wurde automatisch als defekt markiert. Bitte prüfe den Link gemäß Anleitung und entferne dann diesen Hinweis.. In: Don E. Wilson, DeeAnn M. Reeder (Hrsg.): Mammal Species of the World. A taxonomic and geographic Reference. 2 Bände. 3. Auflage. Johns Hopkins University Press, Baltimore MD 2005, ISBN 0-8018-8221-4.